# Alsfeld
Alsfeld Németországban található.

## Fekvése
Neustadttól délkeletre fekvő település.

## Története

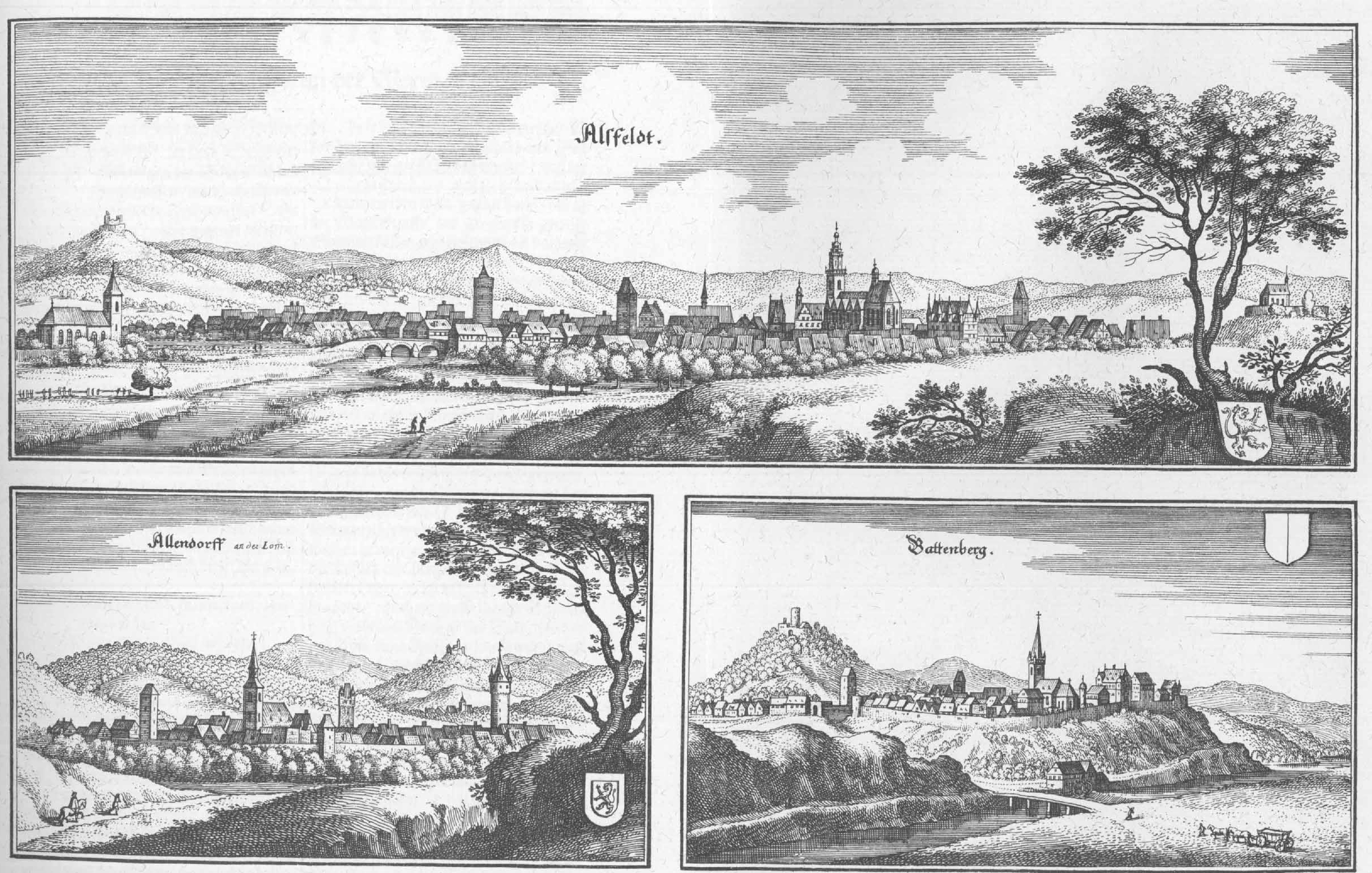

Alsfeldet még a karolingok idejében alapították. Nevét 1222-ben említették először a krónikák.
A 14. században forgalmas kereskedőváros és egy ideig itt székeltek a hesseni tartományi grófok is.
Alsfeld óvárosa mutatós, 16., 17. században sok házat emeltek. 1512 és 1516 között épült az Alsfeld városháza (Rathaus). A piac mellett találjuk a Weinhaus épületet is, aminek háromszögoromzata van, ami 1538-ban épült. Az alsfeldi Hochzeithaus reneszánsz stílusú, 1565-ben emelték. Stumpfhaus 1609-ben épült meg. A plébánia templom, név szerint a Walpurgiskirche egy gótikus épület a 13. és a 15. századból. A Szent-háromság templom, németül a Dreifaltigkeitskirche is 13., 15. századi. 1522-ben egy szerzetes kezdett hittérítésbe.

## Látnivalók
- Városháza (Rathaus) - az 1516-ban épült favázas épület elejét két karcsú tornyocska díszíti.
- Bor-ház (Weinhaus) - A Markplatz északkeleti sarkában áll, 1538-ban épült.
- Walpurgis-templom (Walpurgiskirche) - belső részében érdekes ellentét az aránylag sötét, alacsony hajó és a világos , magas szentély; a pillérek és hajók közötti ablakok még az első gótikus épületből maradtsk.
- Menyegző-ház Hochzeithaus) - a városházával szemben álló épület kora reneszánsz stílusban épült.
- Lénárd-torony (Leonhardsturm) - 1386-ban épült, az egykori erődítmény megmaradt része.

## Itt születtek, itt éltek
- Johann Adam Birkenstock(wd) (1687–1733) zeneszerző, hegedűművész
- Johann Georg Neßtfell(wd) (1694–1762) mérnök
- Bernd Schmidt (1943–2024) labdarúgó
- Georg Schmidt(wd) (1951–) történsz

## Galéria

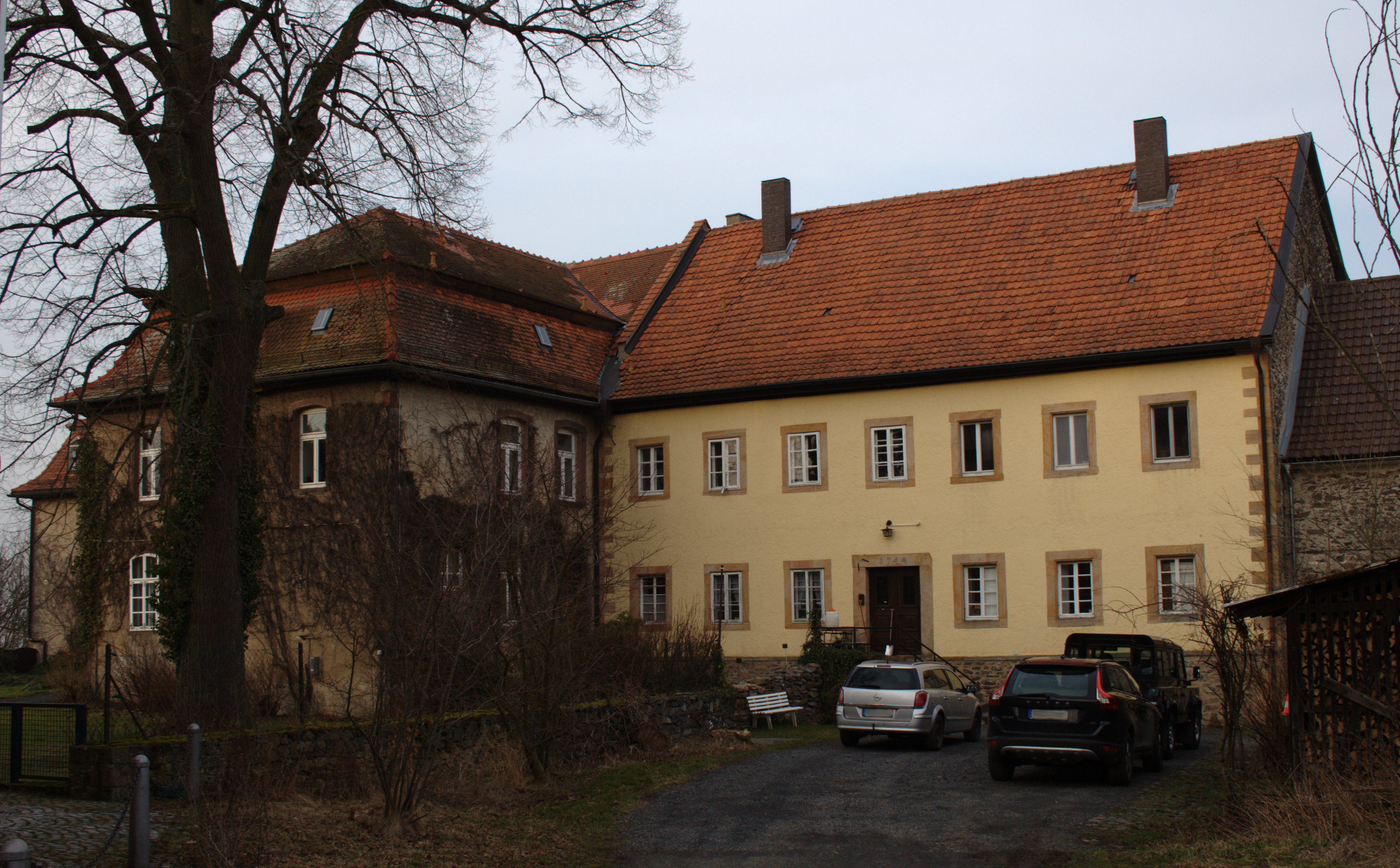
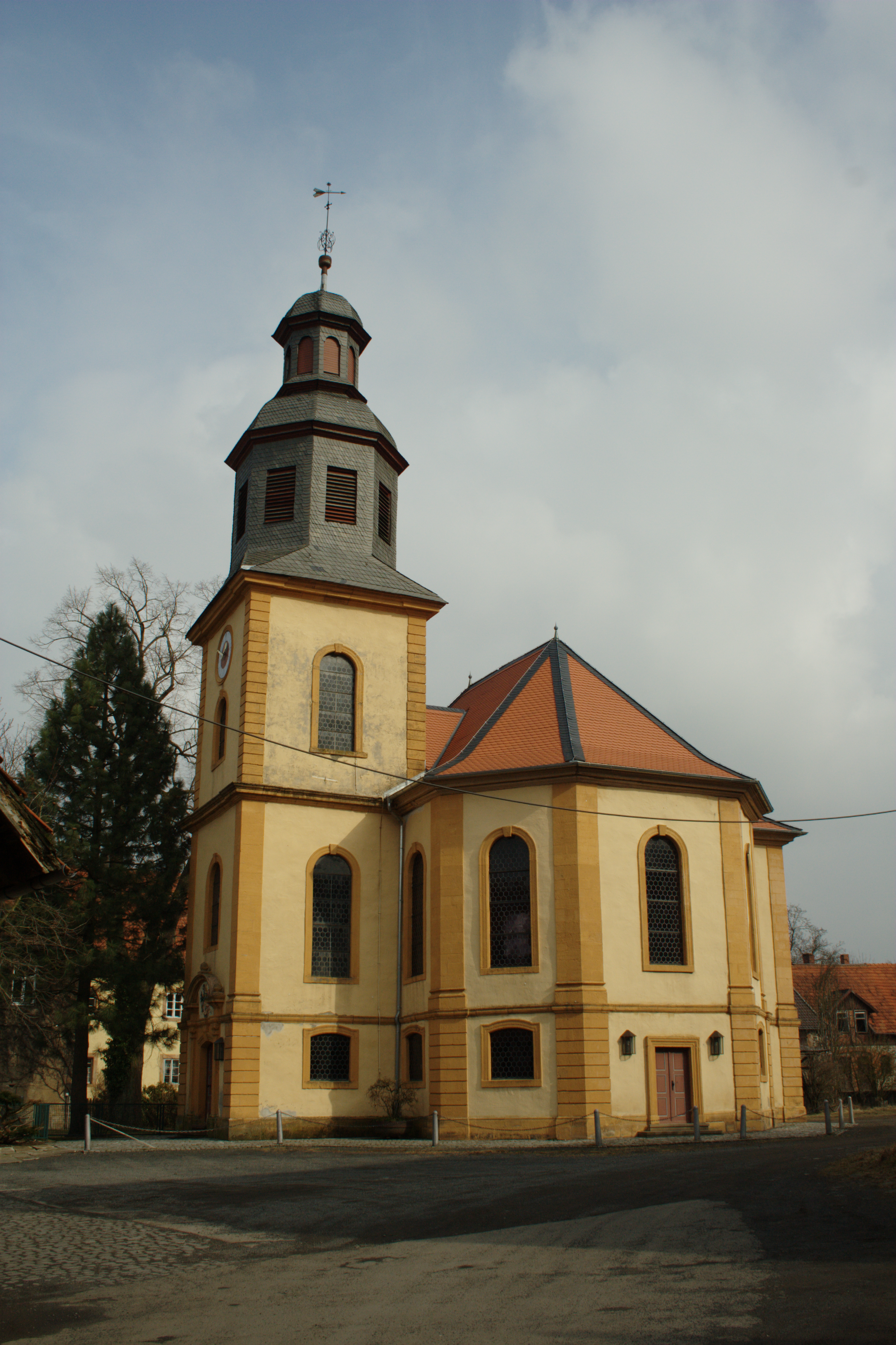
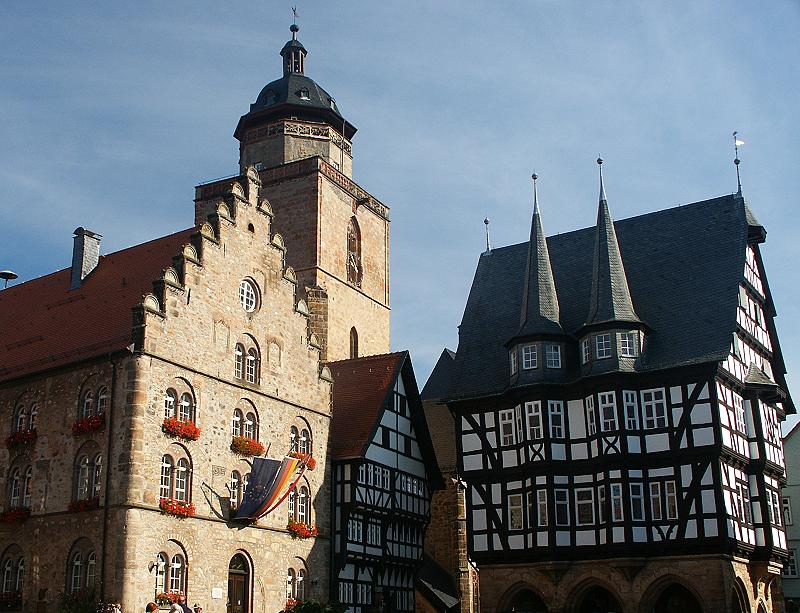
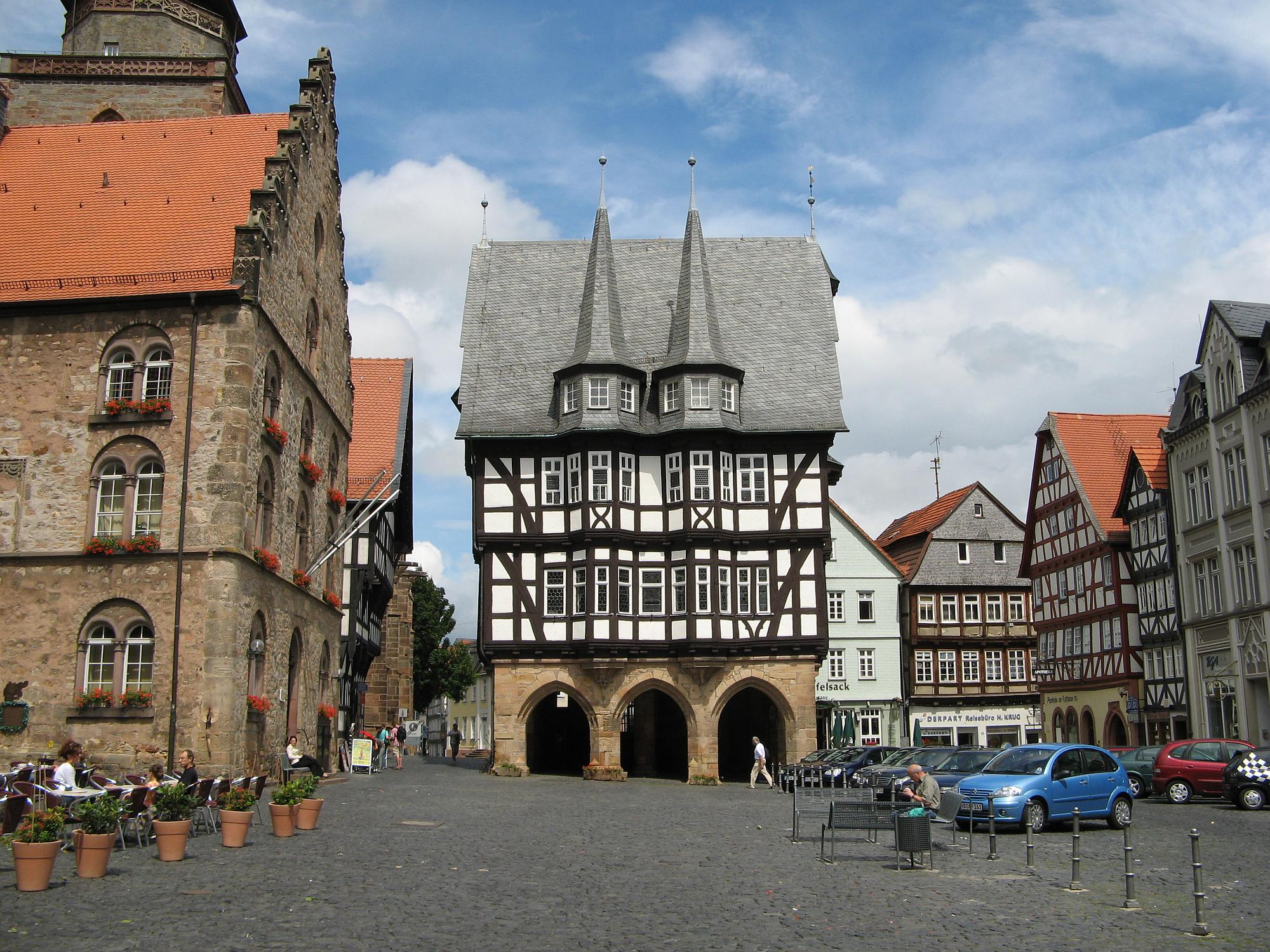
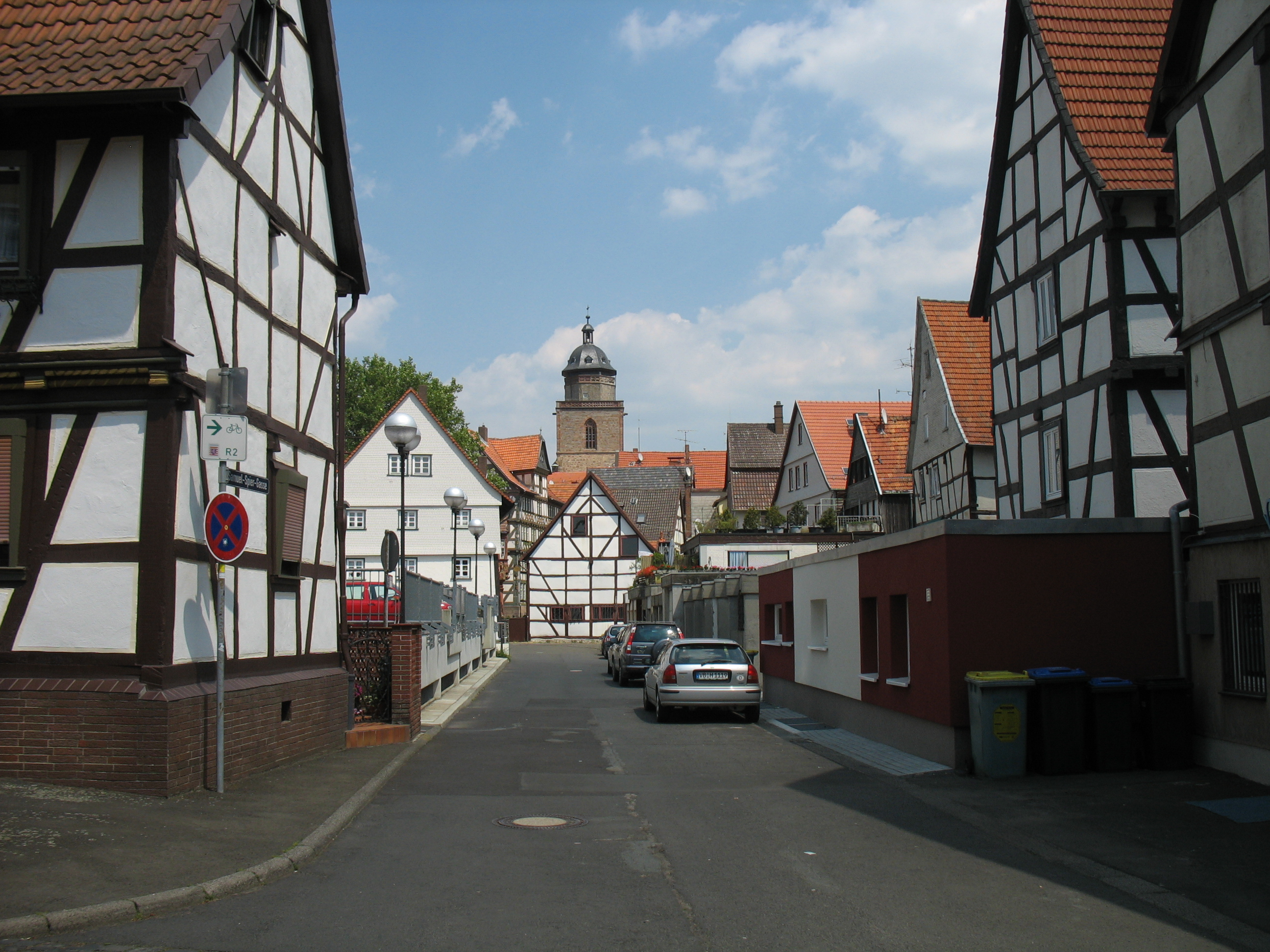
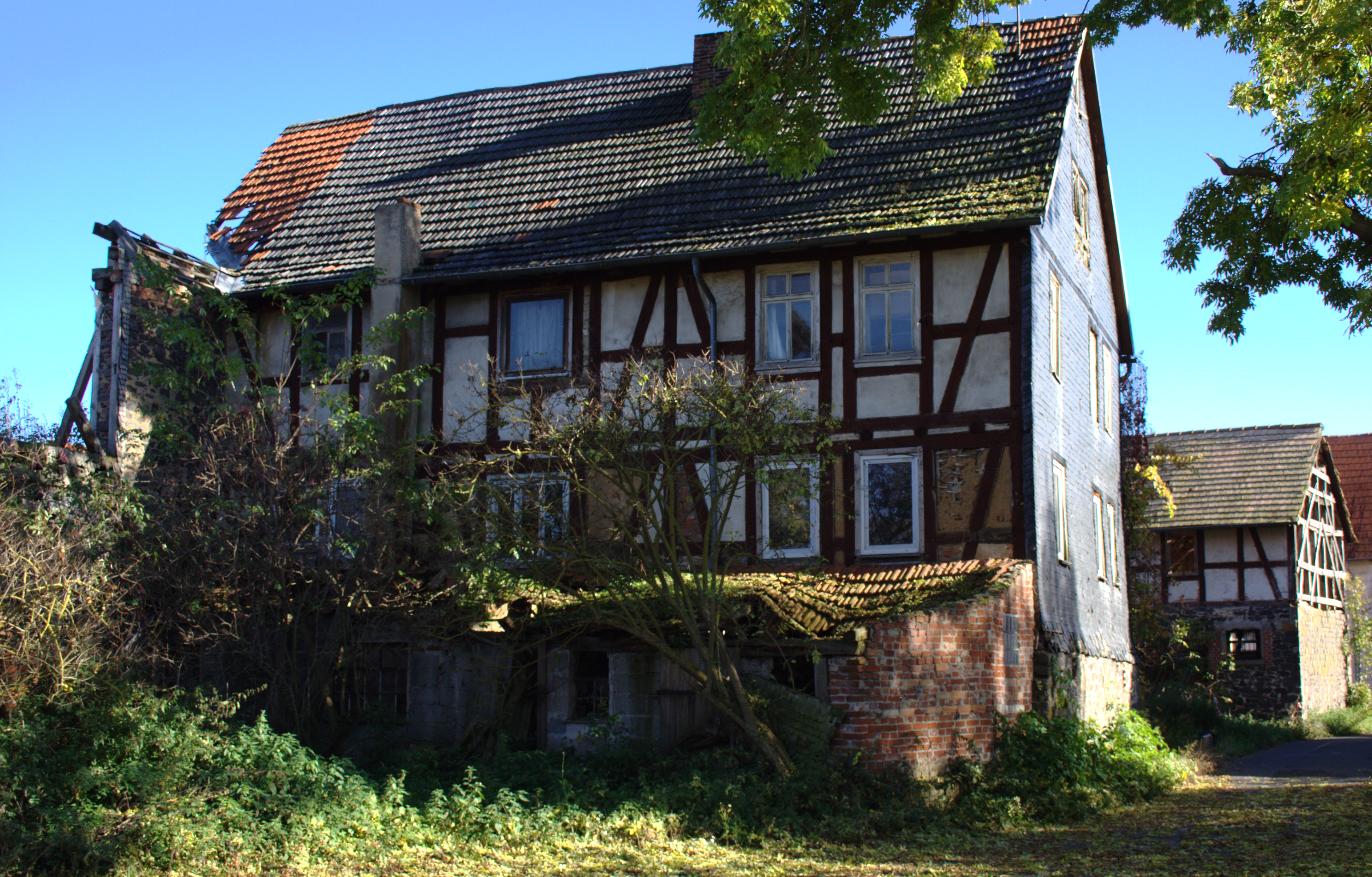
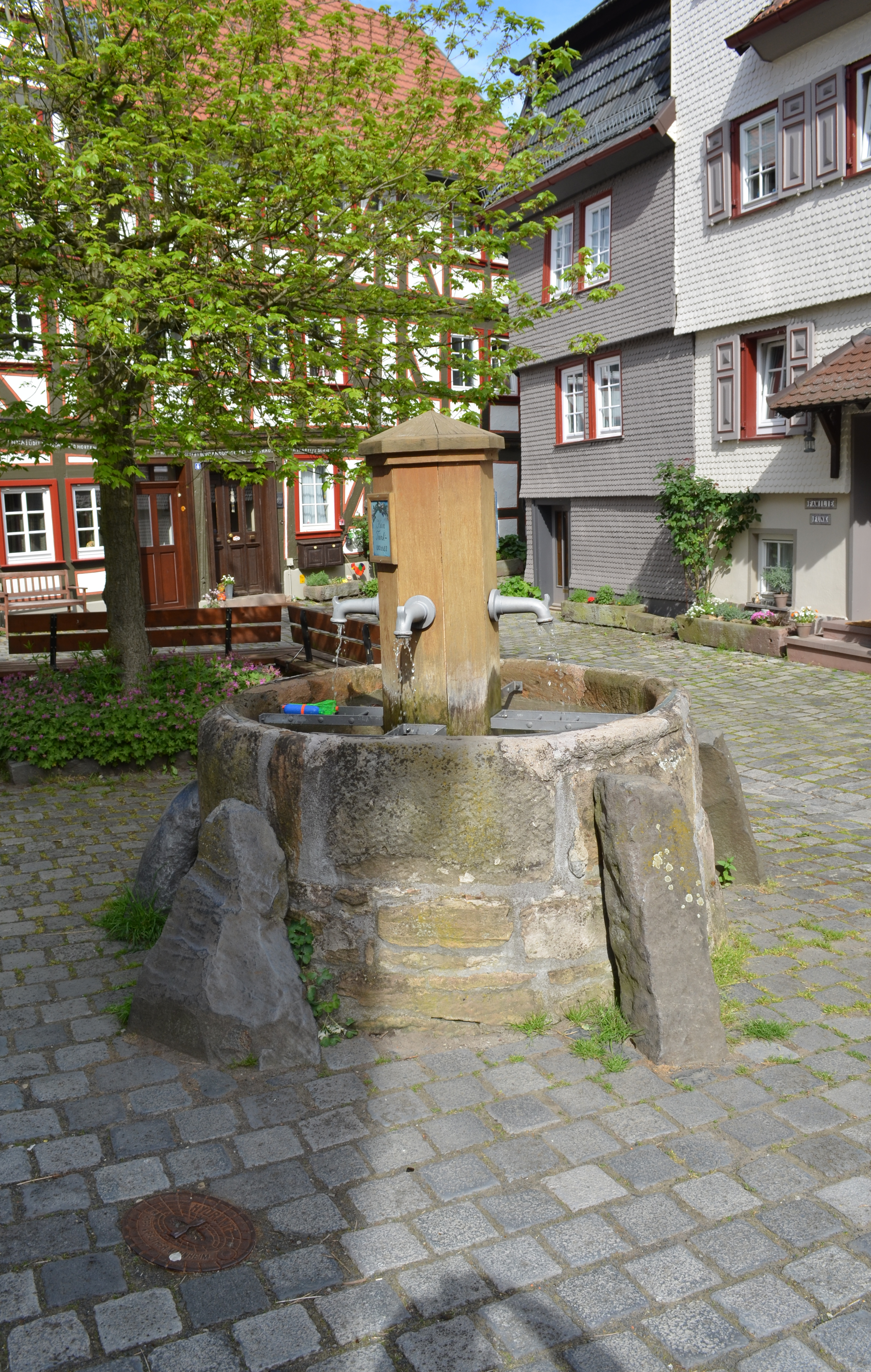
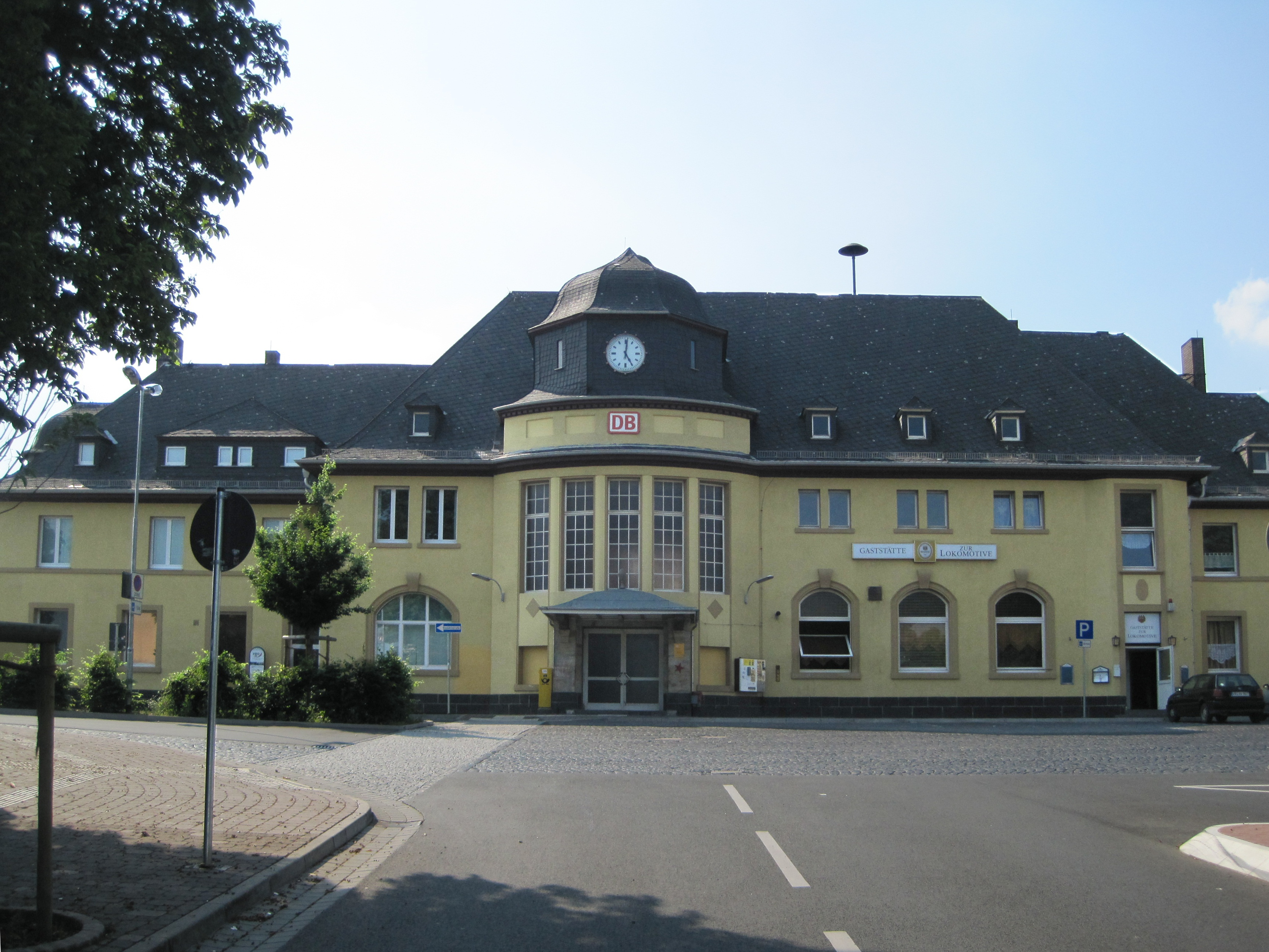
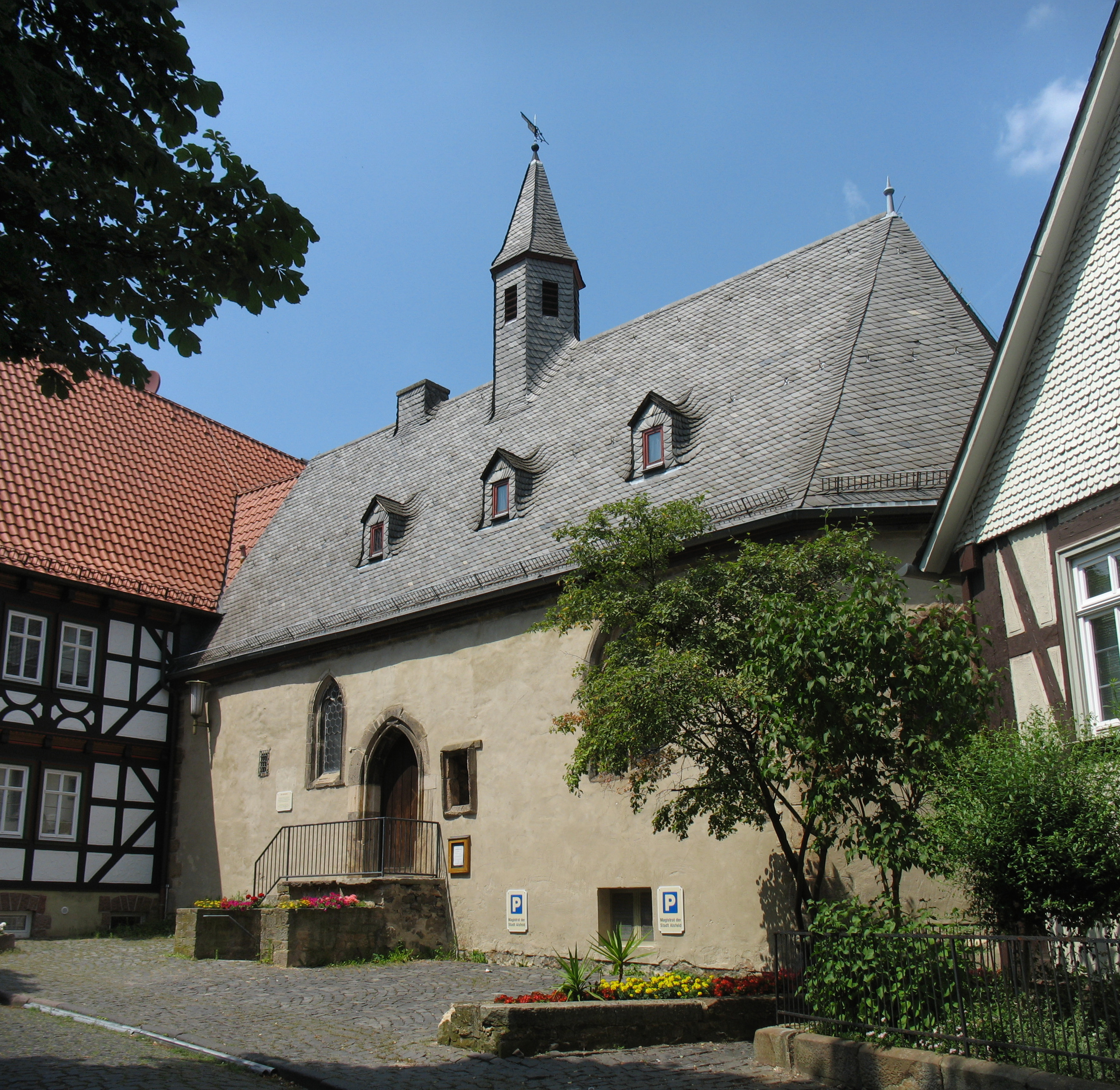
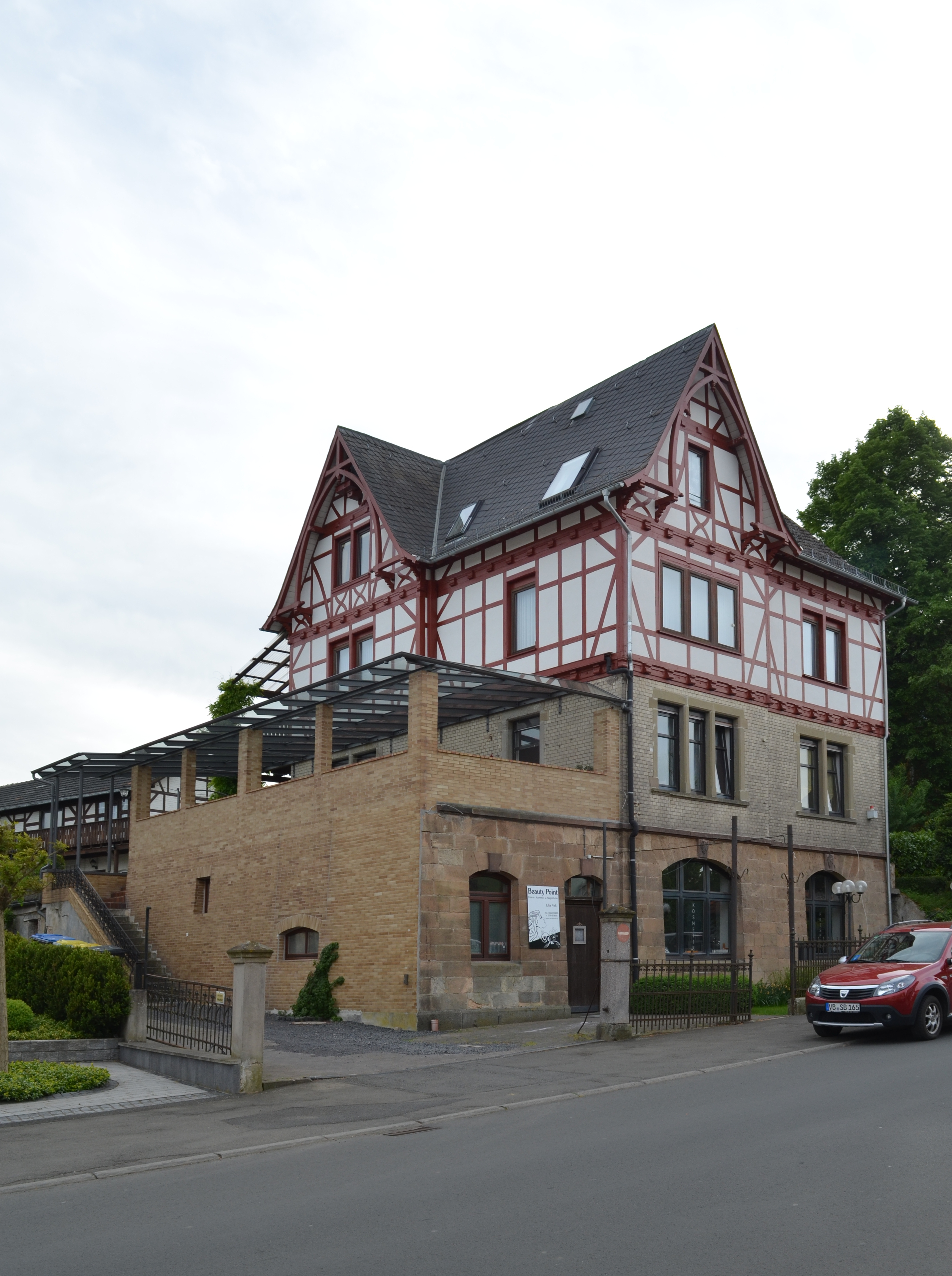
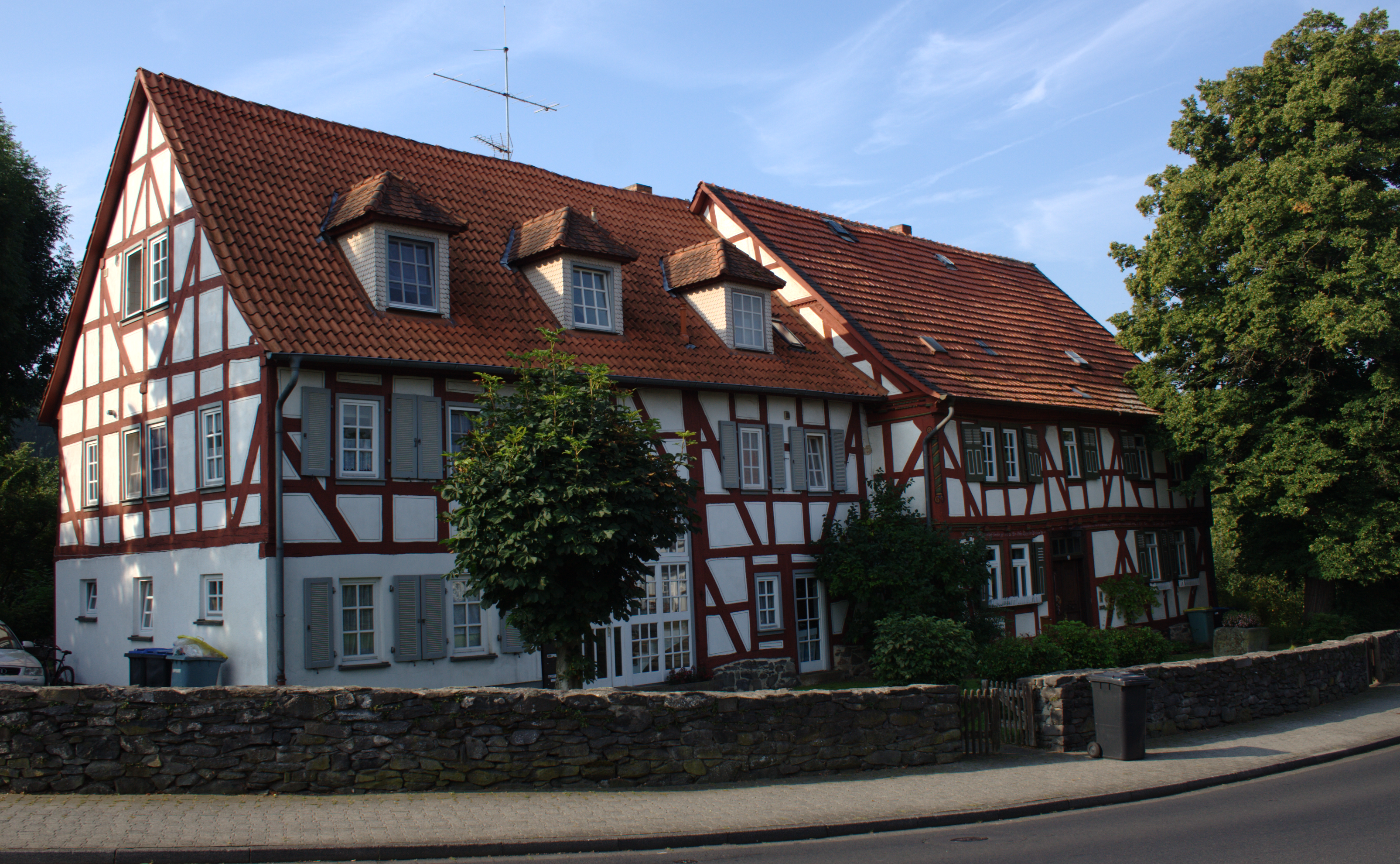
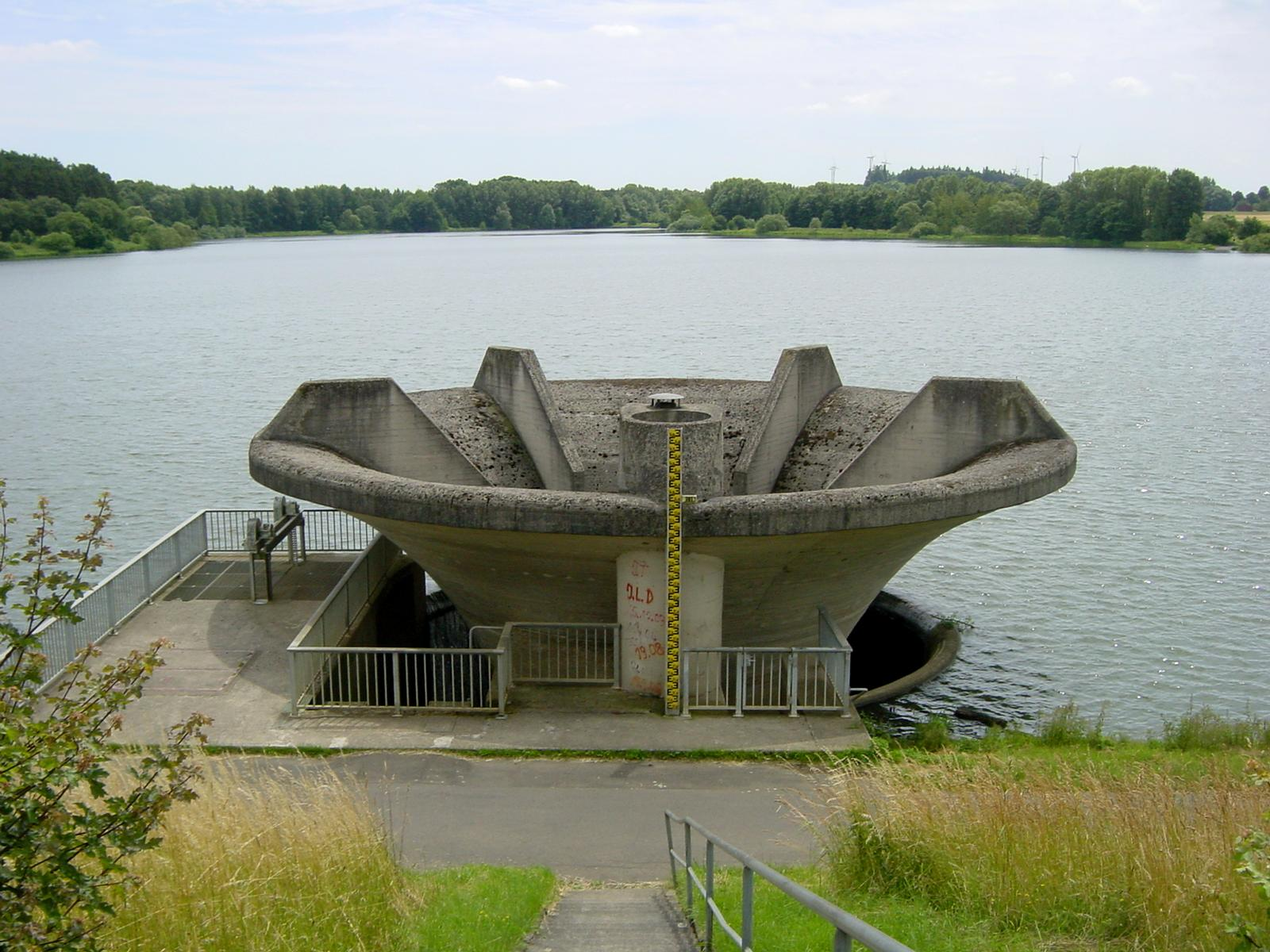